# Bauchnabelpiercing
Das Bauchnabelpiercing wird üblicherweise in die Hautfalte, die den Bauchnabel umgibt, oberhalb oder unterhalb des Nabels gestochen und sitzt vertikal. Meist wird der Schmuck von Frauen getragen. Die am weitesten verbreitete Variation dieses Piercings liegt am oberen Rand.

## Geschichte
Aus rituellen und ästhetischen Gründen war das Schmücken des Nabels in verschiedenen Kulturen bereits längere Zeit verbreitet. Beim Bauchnabelpiercing handelt es sich jedoch um eine moderne Erscheinung des westlichen Kulturkreises ohne nachgewiesene historische Hintergründe, die sich besonders in den 1990er Jahren etablierte.
Unerklärlicherweise wird immer wieder angeführt, das Bauchnabelpiercing wäre schon im alten Ägypten bekannt und praktiziert worden. Obwohl das Ohrloch schon im alten Ägypten zur Amarnazeit nachzuweisen ist, gibt es für Bauchnabelpiercings in dieser Zeit keine Hinweise.
Heute handelt es sich bei dem Piercing neben dem Brustwarzenpiercing um eine der am weitesten verbreiteten Piercingvariationen, was, im Gegensatz zu Gesichtspiercings, auch auf die Möglichkeit zurückzuführen ist, es durch die Wahl der Kleidung einfach verstecken oder präsentieren zu können, wodurch das Tragen auch Personen ermöglicht wird, in deren Beruf Wert auf konventionelles äußeres Erscheinen gelegt wird.
Einen starken Einfluss zur Verbreitung wird auch der Popkultur zugeschrieben. Erstmals soll das Model Christy Turlington Aufsehen mit einem Bauchnabelpiercing erregt haben, nachdem der Schmuck auf einer Modenschau in London zu sehen war. 1993 trug das Musikvideo Cryin' der US Rock-Band Aerosmith zur Bekanntheit des Piercings bei, in dem ein von der Schauspielerin Alicia Silverstone dargestelltes Mädchen zu sehen ist, das sich ein Piercing im Bauchnabel setzen lässt.

## Stechen
Ein Bauchnabelpiercing wird üblicherweise im Liegen durchgeführt, um dem Piercer den Einsatz zu erleichtern, aber auch um Kreislaufproblemen entgegenzuwirken. Wie auch bei anderen Piercings werden zunächst die Ein- und Ausstichstelle markiert, mit einer Piercing-Klemme fixiert und einem peripheren Venenkatheter durchstochen.
Siehe Stechen eines Piercings.

## Schmuck

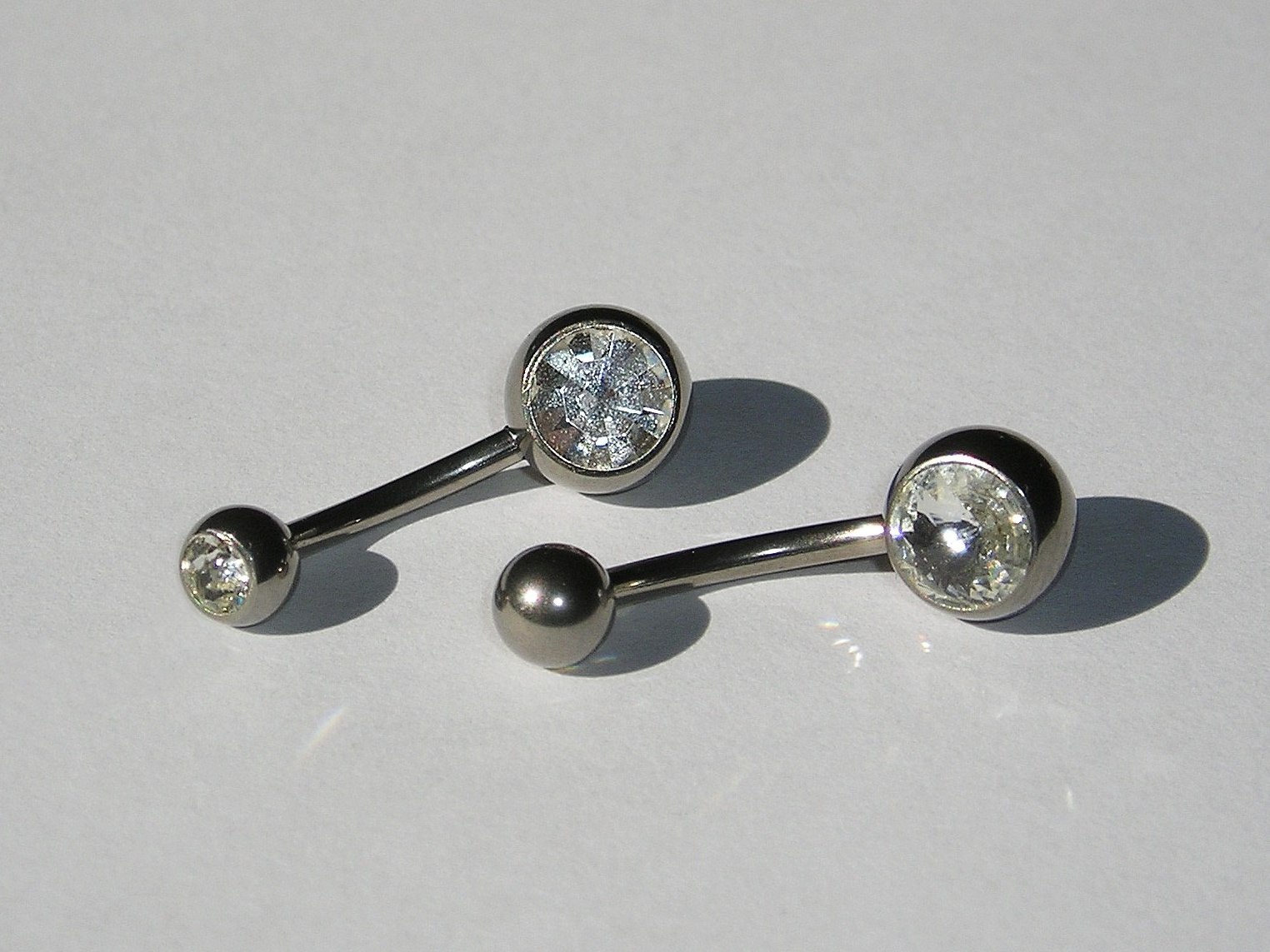
Curved Barbells

Ähnlich wie bei Ohrringen ist die Auswahl an speziell für den Bauchnabel gefertigtem Piercingschmuck besonders vielfältig. Meist wird ein Curved Barbell mit zwei unterschiedlich großen, aufschraubbaren Kugeln getragen. Die größere der beiden Kugeln ist aus Dekorationsgründen häufig mit einem Kristall oder anderen schmückenden Elementen versehen.
Als Ersteinsatz ist ein Ball Closure Ring weniger geeignet, da es verstärkt zu Infektionen kommen kann.
Bei Problemen empfiehlt sich der Einsatz von Bauchnabelsteckern aus PTFE-Material. Dieses ist zum einen weich und beweglich, zum anderen allergieneutral. Die Motive oder Verschlusskugeln lassen sich einfachst aufschrauben – das Gewinde schneidet sich in das weiche Material ein. Besonders im Rahmen der Schwangerschaft, wenn sich die Bauchdecke nach außen wölbt, ist der Einsatz von 20 Millimeter langen PTFE-Steckern zu empfehlen. Diese sind in 1,6 Millimeter Stärke auch als Schnurmaterial erhältlich und können individuell angepasst werden.

## Heilung
Das Bauchnabel-Piercing ist eines der Piercings, die am umständlichsten heilen, da der Bauchnabel bedingt durch Laufen, Bücken und die Kleidung sehr vielen Reizungen ausgesetzt ist. Die Narbe bedarf intensiver Pflege. Die Heilung dauert etwa vier bis sechs Monate, je nach Belastung kann es jedoch in Einzelfällen über ein Jahr dauern. Bei einem neu gestochenen Piercing sollte der Schmuck bis zur vollständigen Abheilung nicht ausgewechselt werden.

## Variationen

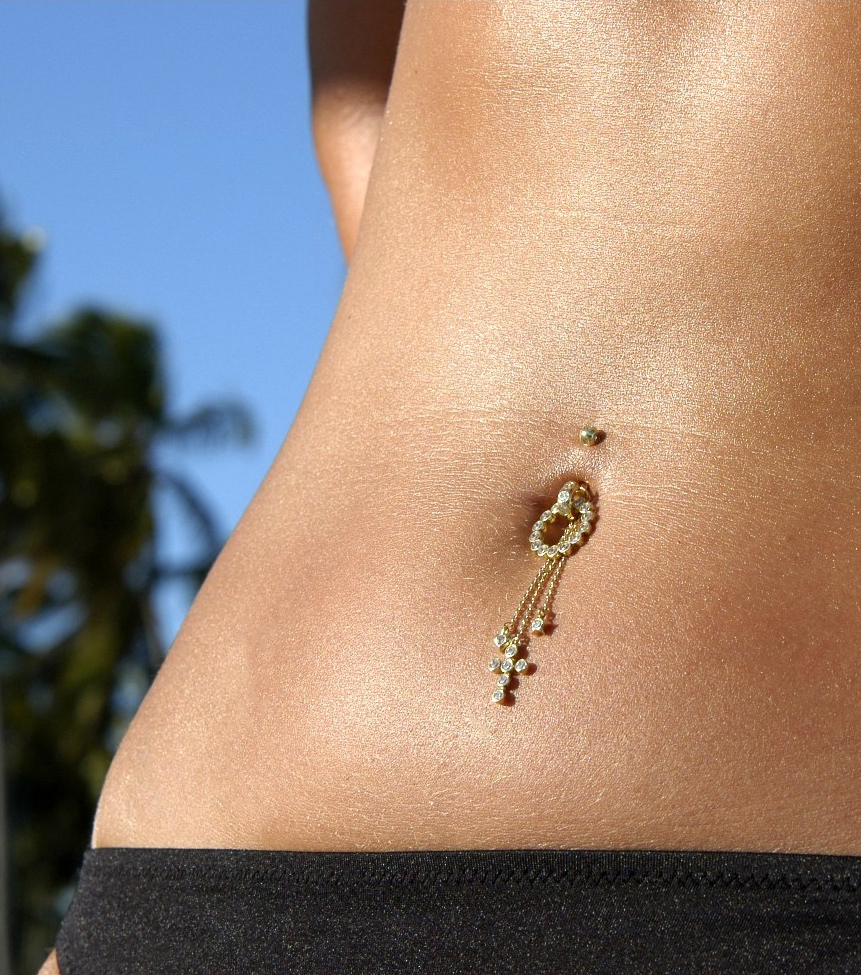
Bauchnabelpiercing mit Anhänger

Das Piercing wird meist vertikal in der oberen Hautfalte des Bauchnabels gestochen. Möglich ist jedoch auch das Anbringen in der unteren Hautfalte oder an den Seiten. Bei letzterer Variante werden meist zwei gegenüberliegende Piercings symmetrisch angeordnet.
Auch in der Bauchdecke um den Nabel kann Schmuck als Oberflächenpiercing gestochen werden. Dieser wird meist horizontal angebracht und führt häufiger zu Komplikationen.
Das Weiten des Stichkanals ist möglich, jedoch eher unüblich und wird nur äußerst selten praktiziert.

## Anatomische Besonderheiten

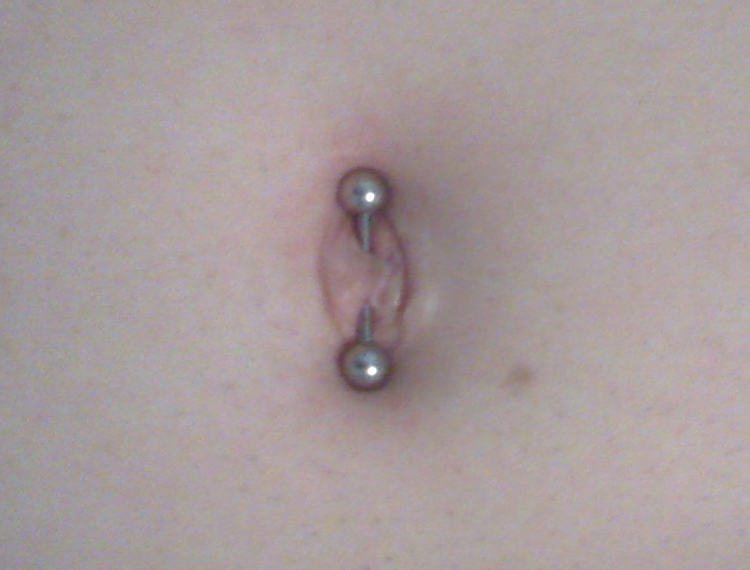
Piercing durch einen nach außen gewölbten Bauchnabel

Abhängig von der Anatomie ist ein Bauchnabelpiercing nicht bei jedem Menschen problemlos möglich. Bei anatomischen Besonderheiten des Nabels wie einer geringen Tiefe, Asymmetrie oder einem Bauchansatz kann es bezüglich Tragekomfort und Heilung zu Komplikationen kommen. Bei einem sehr tiefen Nabel wird meist darauf geachtet, nicht bis in den Boden des Nabels zu stechen, da dies aufgrund der Überlänge des Stichkanals bei der Abheilung zu Problemen führen kann und der eingesetzte Schmuck unter Umständen nicht sichtbar ist.
Bei zu wenig vorhandenem Gewebe kann es wegen hoher Spannung zu einem Herauswachsen des Piercings kommen. Zu viel Gewebe kann dagegen zu erhöhtem Druck führen, was eine Abheilung aufgrund permanenter Reizung ebenfalls erschwert.
Bei einem nach außen gewölbten Bauchnabel besteht in der Regel nicht die Möglichkeit, das umliegende Hautgewebe zu durchstechen. Stattdessen kann jedoch meist der Nabel selber gepierct werden.

## Vorfälle
Bei einem Autounfall kam es bei einer 19-jährigen Frau aus Wales zu einer schweren Verletzung. Durch den Sicherheitsgurt wurde das Bauchnabelpiercing in den Bauchraum gedrückt. Nach Angaben der betreuenden Ärzte handelte es sich jedoch um einen sehr ungewöhnlichen, bis dahin noch nie dokumentierten Vorfall.

## Prominente Träger
Neben Christy Turlington, die erstmals mit einem Bauchnabelpiercing für Aufsehen gesorgt haben soll, wird und wurde das Piercing von zahlreichen Prominenten getragen wie beispielsweise Britney Spears, Hayden Panettiere, Miley Cyrus, Janet Jackson, Beyoncé Knowles, Paris Hilton, Naomi Campbell, Nicole Richie, Jelena Sobolewa, Lindsay Lohan, Jeanette Biedermann, Daniela Katzenberger, Josefine Preuß, Flora Li Thiemann, Sarah Lombardi, Jolene Blalock, Vanessa Hudgens, Serena Williams, Christina Milian und Jessica Alba. Keira Knightley trägt ihr Bauchnabelpiercing am unteren Nabelrand.

## Musik
Der deutsche Komiker Jürgen von der Lippe besang in seinem Lied Das Ding das Bauchnabelpiercing einer Frau. Im Jahr 2024 landete die Single Bauchnabelpiercing von $ONO$ CLIQ auf Platz 34 der deutschen und Platz 57 der österreichischen Charts.